# Isao Suzuki

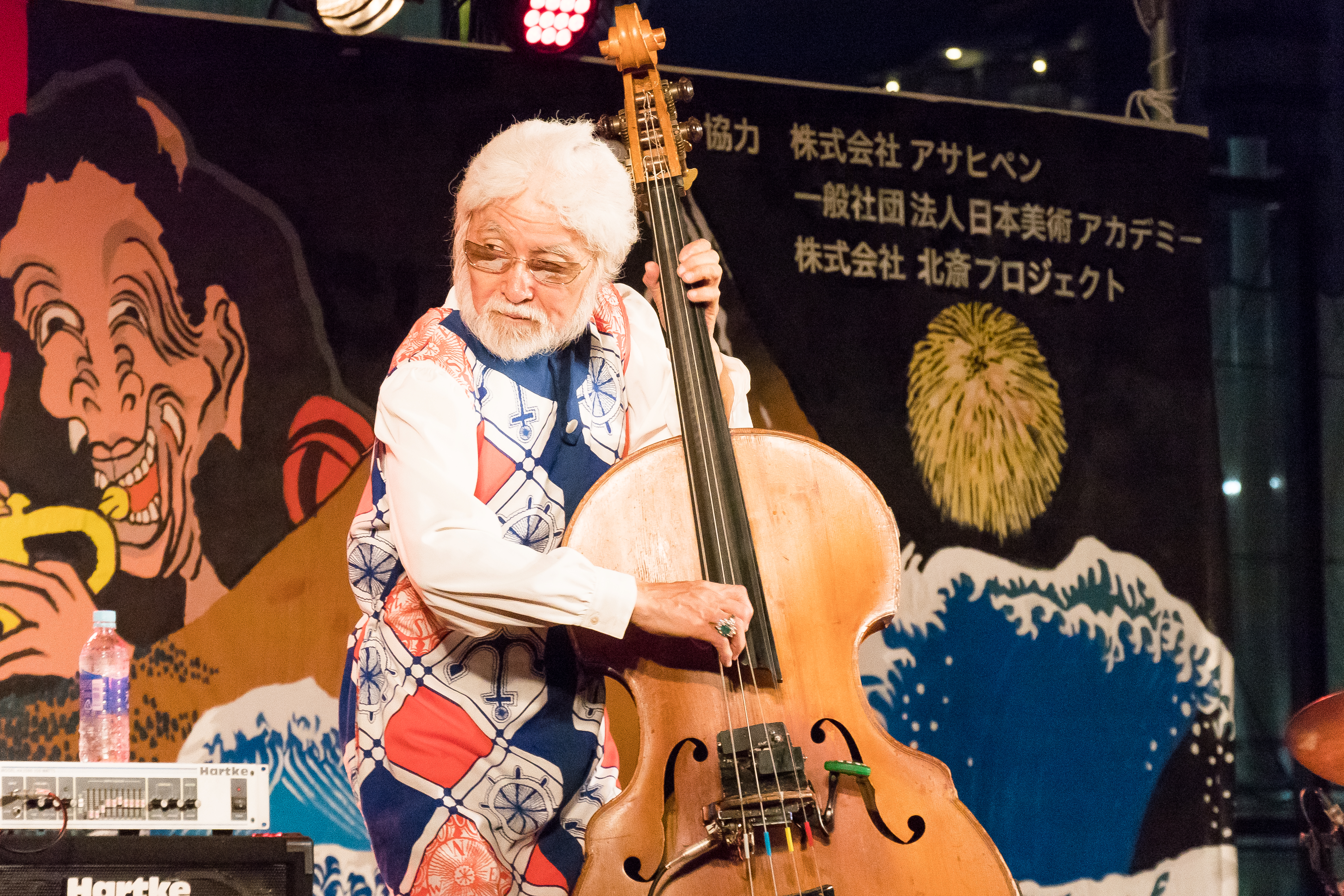
Isao Suzuki

Isao Suzuki (鈴木 勲, Suzuki Isao) (prefectuur Tokio, 2 januari 1933 – Kawasaki, 8 maart 2022) was een Japanse contrabassist in de Modern Jazz. Af en toe speelde hij ook cello.

## Biografie
Suzuki besloot na het zien van een concert van Louis Armstrong met Milt Hinton, in 1953, contrabas te gaan spelen. Hij begon zijn loopbaan bij Tony Tekiseira, in 1960 vertrok hij naar George Kawaguchi in wiens band hij Sadao Watanabe ontmoette. In 1962 werd hij lid van het kwartet van Tony Scott, in 1964 sloot hij zich aan bij het kwartet van Hidehiko Matsumoto. In 1966 speelde hij in een groep met Sadao Watanabe, Masabumi Kikuchi en Masahiko Togashi. Hij leidde de huisband in Five Spot in Jiyugaoka, waar hij Oscar Peterson, Horace Silver, Wynton Kelly en Art Blakey begeleidde. In 1970 ging hij naar New York, waar hij een jaar in Blakey's Jazz Messengers werkte. Tevens trad hij op met Thelonious Monk, Charles Mingus, Ella Fitzgerald, Wynton Kelly, Bobby Timmons, Jim Hall, Ron Carter en Sun Ra. 
Terug in Japan richtte hij de band Grandma Sound op, waarmee hij in 1972 zijn debuutalbum opnam. Met deze band toerde hij internationaal (bijvoorbeeld in 2009 op het Java Jazz Festival). Hij begeleidde ook Kenny Burrell en (vaak) Mal Waldron tijdens hun concerten in Japan. Met Cedar Walton en Duke Jordan nam hij op. Op zijn plaat Self-Portrait (1980) bespeelde hij meer dan twintig verschillende instrumenten. 
Suzuki ontving meerdere keren de Japan Jazz Prize uitgereikt. Vanaf 1984 leidde hij met Hideto Kanai de Japan Bass Players Club. In 1987 richtte hij in Ōsaka Loft 6, een speelplek voor jonge musici.

## Overlijden
Suzuki overleed op 8 maart 2022 in een ziekenhuis in Kawasaki aan COVID-19. Hij werd 89 jaar oud.

## Discografie (selectie)
- Isao Suzuki Trio/Quartet: Blow Up (Three Blind Mice, 1973), met Takashi Mizuhashi, George Otsuka, Kunihiko Sugano
- Isao Suzuki Sextett: Ako's Dream (Three Blind Mice, 1976, TBM 2576), met Isao Suzuki, Kazumi Watanabe, Kazumasa Akiyama, Tsuyoshi Yamamoto, Motohiko Hamase en Akira Doi
- Isao Suzuki & New Family: Mongolian Chant (Paddle Wheel, 1980), met Shigeharu Mukai, Toshiyuki Honda en Ichirō Doi
- Isao Suzuki: Self-Portrait (Paddle Wheel, 1981)